# Hyperlais dulcinalis
Hyperlais dulcinalis is een vlinder uit de familie grasmotten (Crambidae). De wetenschappelijke naam is voor het eerst geldig gepubliceerd in 1835 door Georg Friedrich Treitschke.

## Ondersoorten
- Hyperlais dulcinalis dulcinalis Treitschke, 1835
- Hyperlais dulcinalis obscura (Rothschild, 1925) (Marokko)

## Verspreiding
De soort komt voor in Hongarije, Roemenië, Oekraïne, Rusland, Italië, Kroatië, Servië, Noord-Macedonië, Albanië, Bulgarije, Griekenland, Turkije, Iran, Kazachstan en Marokko.